# Corystidae
Corystidae (лат.) — небольшое семейство крабов из подсекции Heterotremata, выделяемое в монотипическое надсемейство Corystoidea. Семейство содержит около 10 современных и ископаемых родов.

## Описание
Наиболее примечательной особенностью этих крабов является длинная дыхательная трубка, образованная модифицированными усиками, которая позволяет крабу полностью зарываться в мягкий грунт. Они встречаются редко, но иногда попадаются в траловых и дражных уловах. Карапакс продольно-овальный; спинная поверхность выпуклая, области плохо очерчены; боковые края карапакса выпуклые, часто вооружены зубцами или шипами по всей длине, или зубцы ограничены передней половиной; передний край с двумя-тремя зубцами или лопастями; орбиты более или менее неполные. Антеннулы сложены продольно. Жгутики антенн часто очень длинные и волосистые; жгутики переплетаются, образуя дыхательную трубку. Эпистом отсутствует; буккальная рамка удлиненная; третьи максиллипеды удлиненные, субходильные, простираются почти до усиков. Хелипеды с сильным половым диморфизмом. Грудь узкая, удлиненная, швы полные и параллельные. Брюшко самца из пяти сегментов; у самца и самки базальные сегменты видны дорсально; брюшко самки не закрывает генитальные отверстия. Генитальные отверстия самцов коксальные; у самок стернальные.

## Классификация
Семейство содержит около 10 современных и ископаемых родов.
Сакаи (Sakai, 1976: 303) составил определитель, который можно использовать для разделения двух родов, Gomeza и Jonas.
В Corystidae входит вид, который когда-то считался самым древним ископаемым крабом — Hebertides jurassica, датируемый батским ярусом (средняя юра); впоследствии этот вид был переосмыслен как кайнозойский по возрасту
- †Bericorystes De Angeli, 2023[8]
- Corystes Bosc, 1802
- Corystites Lőrenthey, in Lőrenthey & Beurlen, 1929
- Gomeza Gray, 1831
- †Gomezinus Collins, Lee & Noad, 2003
- †Harenacorystes Van Bakel, Jagt, Artal & Fraaije, 2009
- †Hebertides Guinot, De Angeli & Garassino, 2007
- Jonas Hombron & Jacquinot, 1846[9]
- †Micromithrax Noetling, 1881
- †Ypresicorystes Beschin, Busulini, Tessier & Zorzin, 2016[10]